# Ottenberg (Fränkische Alb)

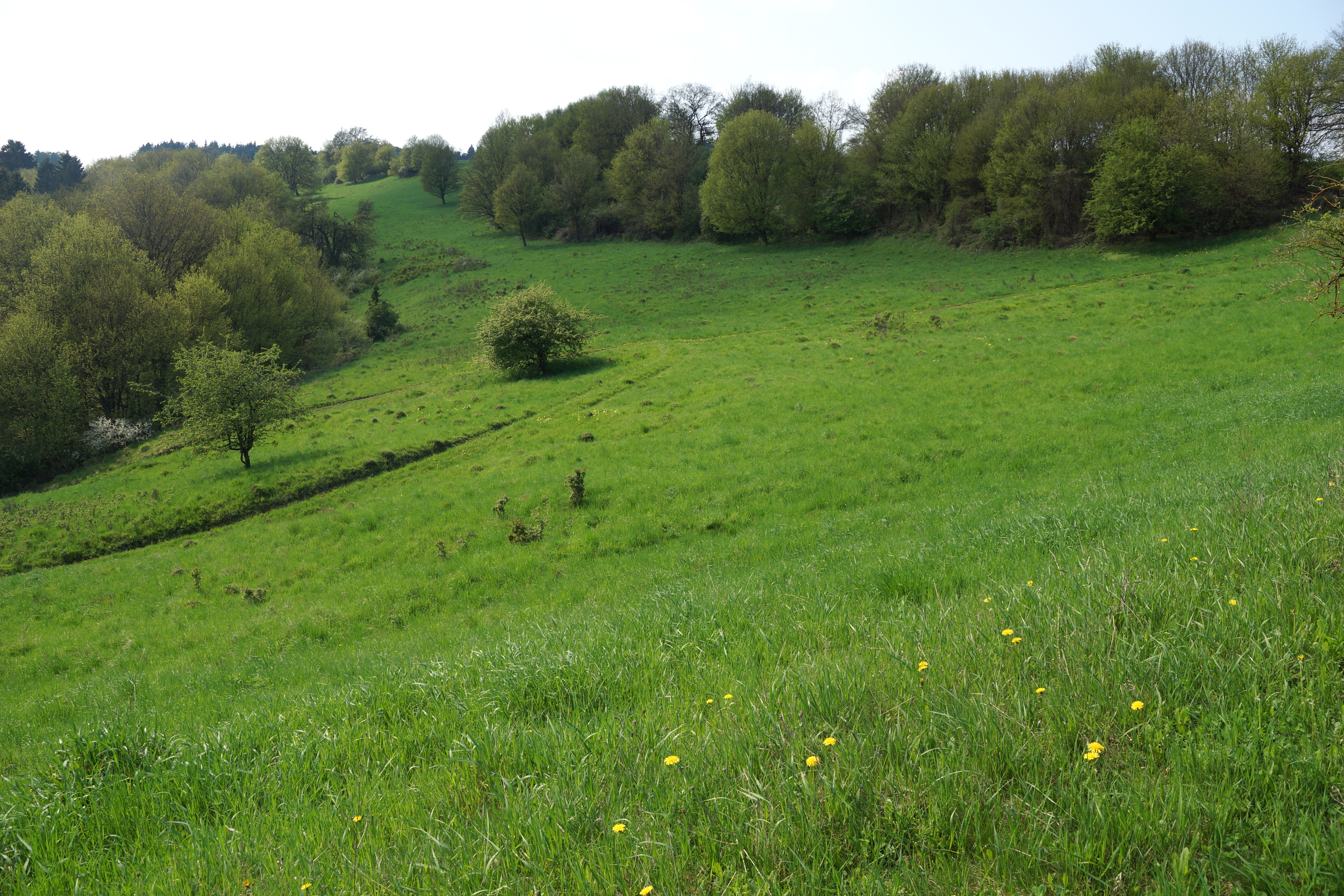
Der Ottenberg bei Kadenzhofen, Übergang von der Jurahochfläche zum Talhang

Der Ottenberg ist ein 588 m ü. NN hoher Berg der Fränkischen Alb in den Gemeindegebieten von Berg und Pilsach im Landkreis Neumarkt in der Oberpfalz, Bayern (Deutschland).

## Geographische Lage
Der Ottenberg liegt im Oberpfälzer Jura, dem in der Oberpfalz gelegenen Teil der auch Fränkischer Jura genannten Fränkischen Alb, zwischen Kadenzhofen, einem Ortsteil von Berg, im Westen und dem Kernort von Pilsach im Osten. 
Durch das westlich des vielerorts bewaldeten Ottenbergs gelegene Tal fließt etwa in Nord-Süd-Richtung die Schwarzach unter anderem durch den Kernort von Berg. Deren östlicher Zufluss Pilsach verläuft östlich des Bergs zum Beispiel durch die gleichnamige Ortschaft, um östlich der Anschlussstelle Neumarkt in der Oberpfalz die den Berg südlich passierende Bundesautobahn 3 zu kreuzen.

## Schutzgebiet und Wissenswertes
Der Ottenberg gehört zum 8,6 km² großen Landschaftsschutzgebiet „Haimburg-Wallerbuch-Ottenberg“, das 1965 gegründet wurde (LSG-Nr. 321315).
Auf dem Ottenberg befindet sich ein Burgstall, der noch an einer Wallanlage zu erkennen ist. Nordwestlich des Bergs im Übergangsbereich zum Schmidberg (ca. 569 m ü. NN) liegt seit 1966 der Segelflugplatz Ottenberg.